# 孔多里基尼亞山 (馬尼亞索-蒂基利亞卡)
15°52′27″S 70°18′55″W / 15.87417°S 70.31528°W
孔多里基尼亞山（Kuntur Ikiña），是秘魯的山峰，位於該國東南部普諾大區，由馬尼亞索區和蒂基利亞卡區負責管轄，屬於安地斯山脈的一部分，海拔高度4,801米。